# Lambityeco
Lambityeco è un piccolo sito archeologico situato nello stato messicano di Oaxaca. Si trova tra la città di Oaxaca e le rovine di Mitla, a circa 25 km di distanza. Il sito è stato datato intorno al periodo Tardo Classico.
Lambityeco fa parte di un complesso archeologico conosciuto con il nome di Yeguih, che in lingua zapoteca significa "piccola collina". Le due strutture principali sono il tumulo 190 e il tumulo 195. Il sito risale al periodo tardo classico.
Il sito è aperto alle visite per i turisti.